# Poeltenberg Ernő
Poeltenberg Ernő lovag (Ernst Poelt, Ritter von Poeltenberg; Pöltenbergi Pölt Ernő) (Bécs, 1808. február 20. – Arad, 1849. október 6.) honvéd vezérőrnagy, az aradi vértanúk egyike.

## Családja
Gazdag osztrák szülők gyermekeként született, édesapja, Leopold Poelt von Poeltenberg, ügyvéd volt.
A bécsi Stephansdomban keresztelték meg:
"Wien, 1808. február 20.
A keresztelés dátuma: 1808. február 20.

A születés helye: Wien, 785. számú ház

A neve: Ernst Joseph Leopold

A vallása: Római katolikus

A neme: Fiú

A törvényessége: Törvényes

A szülei: Leopold Pölt jogi doktor, udvari és törvényszéki ügyvéd és felesége, Anna Kradochwill

A keresztszülei: Josepha Kradochwill

A keresztelő: Karl Oertl káplán

Megjegyzés: Josepha
Két leánytestvéréről van tudomásunk:
- Wilhelmina (1809 - Badacsony, 1887. június) alapítványi hölgy, a Szent Anna-rend tiszteletbeli tagja.[6]
- Amália, akinek férje Fackh József az osztrák hadsereg ezredese volt, aki 1848-ban a honvédséghez lépett át, ahol tábornoki rendfokozatot nyert. Házasságukból Károly és Gedő nevű fiaik születtek.[7]

Peoltenberg Ernő felesége, Kakovszka (Kakowska) Paula lengyel származású asszony volt, aki Budán halt meg, 1874. november 13-án, 53 évesen. Három gyermekük született:
- Poeltenberg Leopold (1841–1862)[10] Leopold hadnagy lett, és 1862-ben önkezével vetett véget életének.[11]
- Poeltenberg Guido (1846, Pest-Buda – 1889)[12] Guidó erdészeti tanácsos lett.[11]
- Poeltenberg Ilona (1842–1922),[13] Ilona férje Fackh Gedő lett, aki azt unokatestvére volt. Házasságukból három gyermek született. A fiatalabbak: Bothmer Jenőné Fackh „Jenny” Johanna, aki 1871-ben született Botfán és 1958. június 24-én Badacsonytomajon hunyt el,[14] valamint Elemér, aki Badacsonytomajon született 1875-ben és 1941-ben halt meg.[15] Mindketten a Poeltenberg-Fackh kettős előnevet viselték. Harmadik testvérük, az 1869-ben született Ernesztin fiatalon meghalt, 1887-ben.[16]

## Pályája

### A császári hadseregben
1829-ben került hadapródként a császári-királyi hadseregbe, előbb a 7. (Hardegg) vértesezredbe, később 1833-tól Galíciában szolgált a 4. Sándor huszárezredben (amelynek tulajdonosa 1839-1849 között Sándor nagyherceg, orosz trónörökös volt, a Sándor-huszárok viselete akkor vörös (krapprot) pantalló, sötétzöld (dunkel-grün) mente, világoskék (lichtblau) csákó volt), ahol hadnagyi kinevezést kapott.  A Sándor-huszároknál később a svadronyos (lovasszázad) kapitányságig vitte, de 18 évi szolgálata alatt ennél magasabb rendfokozatig nem jutott. 1848 tavaszán helyezték ezredével Magyarországra, holott ő több ízben kérelmezte, hogy egy Itáliában állomásozó lovasezredhez helyezzék.

### A magyar honvédseregben
Huszárszázadával 1848. szeptember elején a Dráva-vonalon állomásozott, szeptember 29-én részt vett a pákozdi csatában és Jellasics horvát bán serege ellen, az osztrák határ átlépésének gondolatával azonban nem értett egyet, a határátlépés ellen izgatott, s ezért elbocsátották a hadseregből. 
 …kéntelenek vagyunk kinyilatkoztatni, hogy hadseregünkre jelen szerkezetében a haza nehéz körülmények között nem számíthat. Okvetlen szükség az egész hadsereg reorganizációja. Magyar zászló, színek, jelek, csákórózsák tovább nem halaszthatók. Kérjük tehát a Bizottmányt, hogy ezeket szükséges mennyiségben mentül előbb küldje el, a háznak egy erős határozatával, mely szerént a tisztek általunk fölszólítandók lesznek, hogy a háznak végzéseinek okvetetlen engedelmeskedjenek, és mindaz, ki magát erre kötelezni nem akarja, szolgálatából elbocsájtassék. Ezenfelül szükségesnek látjuk az itt megnevezendő tiszteket, úgy mint: Sándorhuszár kapitány Pölkenberget, Vécseyt és a Wasa-ezred adjutánsát, Lindnert a hadseregtől rögtön eltávolítani és szolgálatjokból elbocsátani, a Honvédelmi Bizottmánynak egy határozatával, vagy ha lehet a hadügyminiszterium által, mint olyanokat, kik ez utóbbi időkben az országgyűlés végzése ellen nemcsak kikelni, de annak ellenére izgatni is elég vakmerők voltak.…

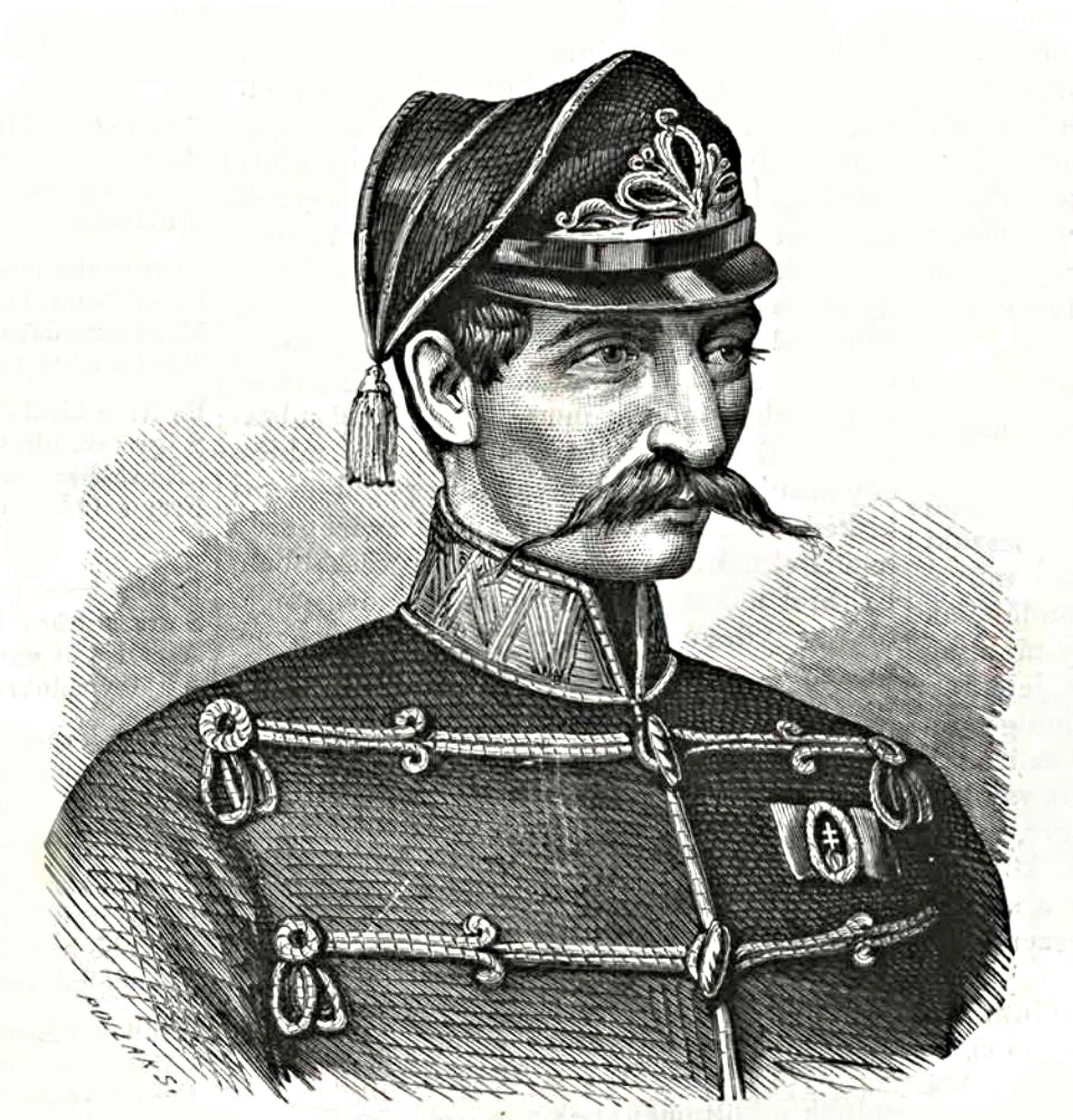
Poltenberg Ernő vezérőrnagy, Pollák Zsigmond metszete (Vasárnapi Ujság, 1868. október 4.)

Október 18-án Móga János  a magyar hadsereg fővezére közölte Poeltenberggel és Vécsey Ödönnel, hogy elbocsátja őket a honvédseregtől. A tisztikarnak így el kellett döntenie, hogy hol áll. Ekkor  fordulat következett be.
A Sándor-huszároktól Poeltenberg és Vécsey századosoknak eleresztése megtette hatását. Azt mondák a tisztek, hogy most már világos, hogy nem lehet tréfálni, és decidálni kell mindenkinek magát. Poeltenberg és Vécsey többi tiszti társaikkal megjelentek előttünk, elismerék hibájokat, és kértek nagyon bennünket, hogy hadd maradjanak szolgálatjokban, deklarációt adtak, hogy ezentúl a magyar országgyűlésnek és a Honvédelmi Bizottmánynak a legpontosabban fognak engedelmeskedni. Többi tiszti társaik is kértek bennünket, hogy terjesszük fel kérelmöket a Bizottmánynak. Illy helyzetben az ezred kedvéért nem tehettünk mást, mint megígérni, hogy fel fogjuk terjeszteni kérelmöket, jó véleménnyel. Melyért nézetünk szerint a Bizottmány által egy rendelet volna kibocsájtandó, melyben mondatnék ki, hogy mivel Poeltenberg és Vécsey századosok egy kielégítő nyilatkozatot adtak, előbbi szolgálati állásokban visszahelyeztetnek. Néhány tiszt elment a német gyalog tisztek közül és mi elbocsájtánk őket.

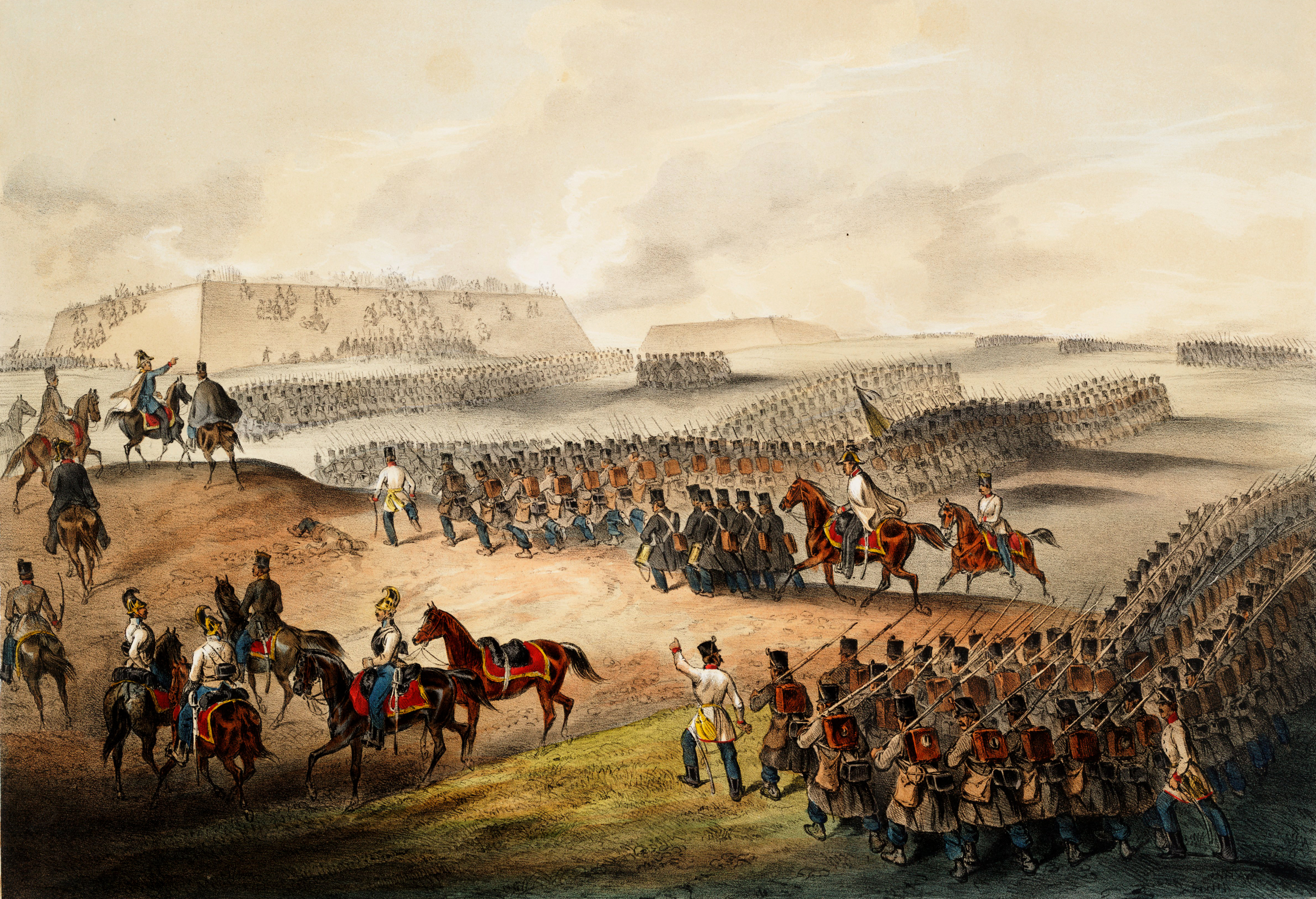
A második komáromi csata a monostori sáncoknál, 1849. július 2.

Ezután Görgey Artúr parancsnoksága alá került, akinek javaslatára 1848. október 27-én honvédőrnaggyá, később, decemberben alezredessé nevezték ki.
A kápolnai csatában (február 26–27.) kitüntette magát. 1849. április 14-e után a hetedik hadtest parancsnoka, ezredes, majd június 2-án tábornok lett. A nyári hadjárat idején Haynau túlerejével szemben visszavonulni kényszerült, ahol a legválságosabb pillanatban mentette meg huszárjaival a már veszendő ágyúütegeket s Verpelétig üldözte az ellenséges vasasokat.
Az isaszegi csatát ő kezdte Schlick hadteste ellen. 1849 április 20-án Kéméndnél Wyss tábornokot verte meg, akit Esztergomnál átszorított a Dunán. Részt vett a komáromi csatában (július 2. – július 11.), majd a váci ütközetben (július 15. – július 17.). Komárom felmentése után a 7. hadtest élén Görgey Győr alá küldte, hogy védő bástyát alkosson az osztrák hadak esetleges előnyomulása ellen és amíg Görgey Buda várát ostromolta, addig ő ott táborozott. Az osztrák lovasság több ízben nyugtalanította a VII. hadtest hadállását, de Poeltenberg mindannyiszor visszaverte a támadásokat. Kmety György csornai győzelmével egyidejűleg Öttevénynél sikeres támadást intézett az osztrák balszárny ellen. 1849 június 28-án Haynau fő ereje megtámadta, az óriási túlerő elől kénytelen volt visszavonulni Komárom alá. A komáromi-csatában minden törekvése kárba veszett, hogy a küzdelmet a magyarok javára döntse el. Július 11-én Görgei keresztül akarta törni Haynau hadállását, hogy Komáromtól a Duna jobb partján elvonulhasson. Poeltenberg ez alkalommal az ácsi erdő ellen intézett támadást, de Schlick tábornok visszaverte. Amikor Görgeynek Vácnál ki kellett térni Paskievics hadai elől, Poeltenberg fedezte a magyar seregek elvonulását Balassagyarmat felé. Július 18-án Nagykovácsinál az orosz Anrep  altábornagy megtámadta, de a támadást elhárította. Július 23-án Görgey parancsára, Harsánynál megverte az oroszokat. Július 24-én Felsőzsolcára kényszerült, másnap azonban Leiningen segítségével az oroszokat Miskolcnál megverte.

### Vértanúsága
Poltenberg tábornok mindvégig Görgey törzskarában harcolt. Görgey bizalmasaként ő is közvetített a gróf Rüdiger altábornaggyal, a cári seregek hadtestparancsnokával történt tárgyalásokon a fegyverletételről. 
Józan ésszel tehát Kossuth az orosz fővezér közt és énköztem való alkudozásoktól akkor sem várhatott a magyar állam számára semmit, ha ilyen tárgyalások már folytak volna; sőt – mivel a valóságban még semmi ilyesféle alkudozás nem folyt – a parancsnokságom alatt álló hadsereg számára sem. Kossuth azzal az állításommal kapcsolatban, hogy még semmi ilyesféle alkudozás az orosz fővezérrel nem folyt, a tények elferdítésével vádolhatna engem, azt állíthatná, hogy Poeltenberg tábornok küldetése (Szemere és gróf Batthyány Kázmér miniszterek gyapjúi államiratával) az orosz fővezérhez önmagában is a tárgyalások kezdetét jelenti. Kossuthnak azonban nem szabad eltagadnia, hogy ilyen alkudozás megkezdéséhez az egyik fél egyoldalú hajlandósága még nem elegendő. És ha Kossuth Arad várában csak egy fél órát vár még elutazása előtt, lényegesen módosíthatta volna a maga sokat ígérő búcsúkiáltványát a kinyomtatás előtt anélkül, hogy meggyőződésével össze kellett volna ütköznie; mert alighogy távozott Arad várából, megjött az orosz táborból az óaradi főhadiszállásra Poeltenberg tábornok, és átadta nekem a következő, az én nevemre címzett levelet:

"Tábornok úr!

Tudattam a varsói herceg tábornagy úrral báró Poeltenbergnek hadtestemhez hadiköveti minőségben való megérkezését; őfőméltósága engem bízott meg, hogy értesítsem önt, uram, hogy az ő hadseregének egyedüli rendeltetése a harc, és ha ön a törvényes uralkodó előtti meghódolásról óhajt alkudozni, az osztrák hadsereg főparancsnokához kell fordulnia, aki valószínűleg el van látva az ehhez szükséges teljhatalommal.

Fogadja, tábornok úr, őszinte nagyrabecsülésem kifejezését.

Ártánd, 1849. július 28./ augusztus 9.

Théodore Rüdiger gróf"
Poeltenberget sok más honvédtiszttel együtt Görgey világosi táborában fogták el az osztrák hatóságok.
Arad, 1849. szeptember 15. Alulírott tegnap a mellékelt levelet* kaptam báró Hennet országos főbíró és országos törvényszéki elnök úrtól, akinek a fia az én foglyom volt. Mivel őméltósága maga ajánlotta, hogy ha kívánom, használjam fel ezeket a sorokat, bátorkodom az 1849. szeptember 8-án kelt írást vallomásomhoz (mint a foglyokkal szemben tanúsított bánásmódunkra vonatkozó bizonyítékot is) szíves tudomásulvétel végett alázatosan csatolni. Poeltenberg Ernő

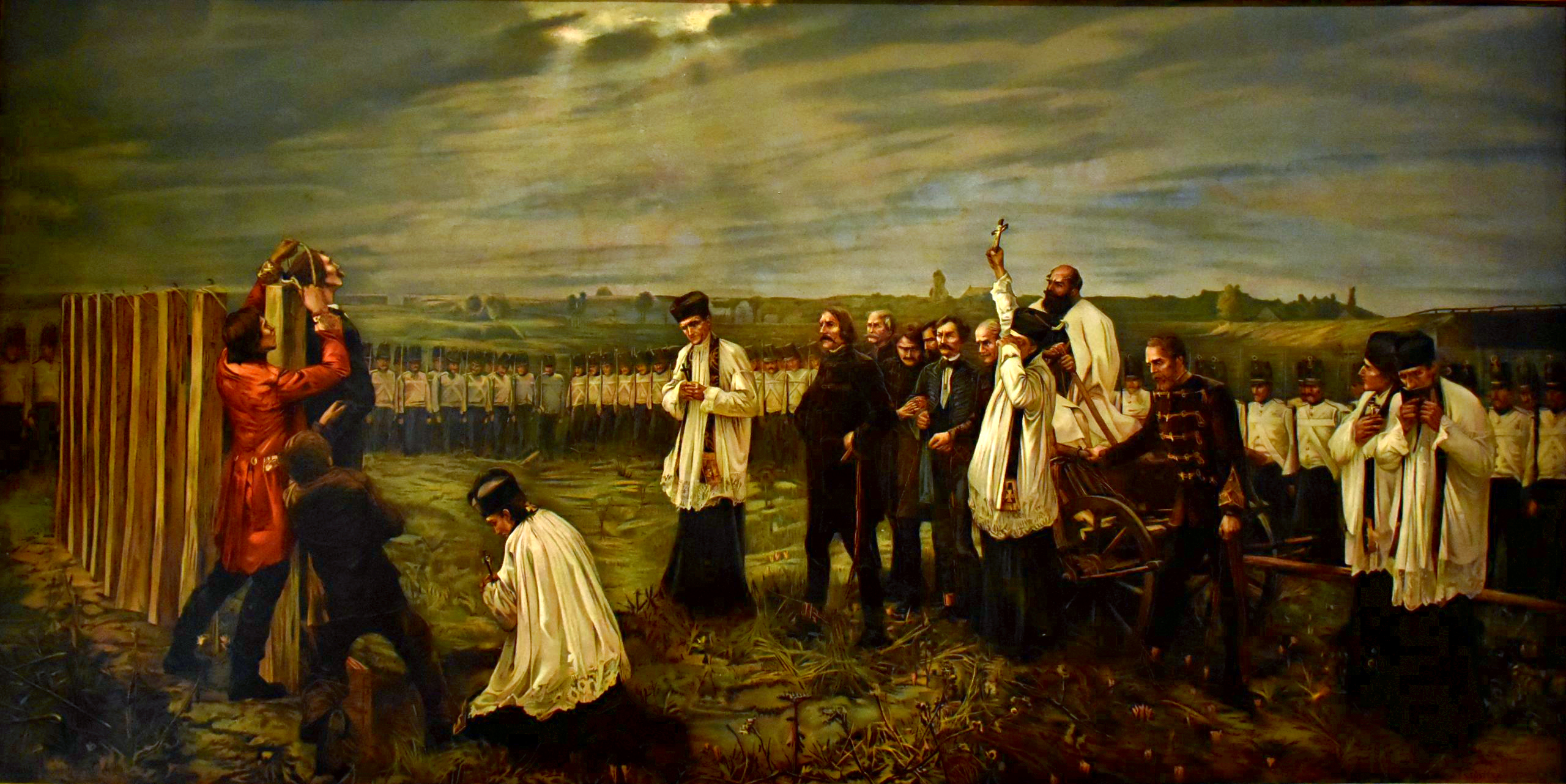
Thorma János: Aradi Vértanúk. Poeltenberg Ernőt elsőnek vitték a bitófához

A császártól kapott kormányhatalom alapján 1849. július 1-én állította fel Haynau a haditörvényszékeket. Poeltenberg Ernőt az aradi haditörvényszék felségsértés bűntettének koholt vádjával kötél általi halálra ítélte. A kivégzés reggelén a lőpor és golyó általi halálra itélt vértanúk után sorrendben az ötödikként, a kötél általi halálra ítéltek közül elsőként őt akasztották fel. Az aradi vártól délre, a Maros árterén, reggel 6 és 7 óra között akasztotta fel Franz Bott katonai hóhér. A bitófa alatt így szólt: „Szép deputáció megy Istenhez a magyarok ügyében reprezentálni!”. Rendkívül erős fizikuma miatt halála lassú és gyötrelmes volt.

## Emlékezete
"Világosnál, Világosnál

Huszárok könnyeznek,

Sirva sirnak veszedelmén

A magyar nemzetnek."
Gyulai Pál: Világosnál
Vaján - mint valamennyi aradi vértanúról- utcát neveztek el róla.